# آنا براتی
آنا براتی زادهٔ (۲۲/فروردین/۱۳۶۳ - مشهد) سرمربی حال حاضر تیم ملی کشتی رشته آلیش (۱۳۹۹ تاکنون) می‌باشد.
در کارنامه وی عضویت تیم ملی در دو رشته ورزشی جودو و کشتی ثبت شده‌است.
همچنین در کارنامه ورزشی وی سابقه مربیگری تیم ملی کشتی در سال‌های دیگر نیز دیده می‌شود.
مدرک تحصیلی دانشگاهی وی کارشناسی ارشد صنایع غذایی (تکنولوژی غذایی) و اکنون (سال ۱۴۰۱) دانشجوی دکترا در رشتهٔ میکروبیولوژِی در کشور آذربایجان(باکو) هستند.

## عنوان‌ها و افتخارات
سرمربی تیم ملی
- مقام اول تیمی در مسابقات آسیا رشته کشتی آزاد (سه طلا، یک نقره، یک برنز) قرقیزستان ۲۰۲۲
- مقام اول تیمی در مسابقات آسیا رشته کشتی آلیش (کلاسیک) (یک طلا، چهار نقره، یک برنز) قرقیزستان ۲۰۲۲ [۹]
- مقام اول تیمی در مسابقات بین‌المللی رشته کشتی جام ارکینبایف[۱۰] (سه طلا، سه نقره) قرقیزستان ۲۰۲۱ [۱۱]

مربی تیم ملی
- مقام دوم تیمی در مسابقات جهانی رشته کشتی آلیش قرقیزستان ۲۰۱۶ [۱۳]
- مقام اول تیمی در مسابقات آسیایی رشته کشتی تهران ۲۰۱۵ [۱۴]
- مقام اول تیمی در مسابقات بین‌المللی رشته کشتی بلاروس ۲۰۱۵

مربی برتر سال
- مربی برتر اخلاق کشور در رشته کشتی (آلیش) ۱۴۰۱
- مربی برتر کشور در رشته کشتی (آلیش) ۱۳۹۵ [۱۵]

ورزشکار
- مقام سوم انفرادی در مسابقات آسیایی رشته کشتی وزن ۷۶+ ایران (تهران) ۱۳۹۳ [۱۶]
- مقام اول انفرادی در مسابقات بین‌المللی رشته جودو جام سرداران آذربایجان ۱۳۹۰
- مقام اول انفرادی در مسابقات بین‌المللی رشته جودو جام فجر ایران (تهران) ۲۰۱۳

## سوابق مربیگری
- سرمربی تیم ملی ایران در رشتهٔ کشتی آلیش (۱۳۹۹ تاکنون)[۲۰]
- مربی تیم ملی ایران در رشتهٔ کشتی آلیش (۱۳۹۸)[۲۱]
- مربی تیم ملی ایران در رشتهٔ کشتی آزاد (۱۳۹۷)
- مربی تیم ملی ایران در رشتهٔ کشتی آلیش (۱۳۹۴–۱۳۹۶)

## عضویت در تیم ملی
- عضو تیم ملی بانوان ایران در رشته کشتی (آلیش) (۱۳۹۰–۱۳۹۲)
- عضو تیم ملی بانوان ایران در رشته جودو (۱۳۸۲ - ۱۳۹۰)[۲۲]

## مسئولیت‌ها و سابقهٔ‌ اجرایی
- عضو شورای فنی کشتی‌های سنتی فدراسیون کشتی ایران (۱۳۹۶–۱۳۹۸)
- عضو هیئت رئیسه کشتی خراسان رضوی (۱۳۹۷ تاکنون)
- مدرس کشتی آلیش فدراسیون کشتی ایران (۱۳۹۴ تاکنون)
- نایب رئیس هیئت کشتی بانوان خراسان رضوی (۱۳۹۵ تاکنون)
- مسئول کمیته مربیان کشتی‌های سنتی فدراسیون کشتی ایران (۱۳۹۴)